# Tirreno-Adriatico 1998
La Tirreno-Adriatico 1998, trentatreesima edizione della corsa, si svolse in otto tappe dall'11 al 18 marzo 1998 su un percorso di 1433 km. La vittoria fu appannaggio dell'elvetico Rolf Järmann, che completò il percorso in 38h37'30", precedendo in classifica l'italiano Franco Ballerini e il tedesco Jens Heppner.
I ciclisti che partirono da Sorrento furono 184, mentre coloro che tagliarono il traguardo finale di San Benedetto del Tronto furono solo 47; 125 ciclisti giunsero infatti fuori tempo massimo nella seconda tappa e furono esclusi dalla giuria.

## Tappe
| Tappa  | Data     | Percorso                               | km   | Vincitore di tappa | Leader cl. generale |
| ------ | -------- | -------------------------------------- | ---- | ------------------ | ------------------- |
| 1ª     | 11 marzo | Sorrento > Sorrento                    | 133  | Gabriele Balducci  | Gabriele Balducci   |
| 2ª     | 12 marzo | Sorrento > Baia Domizia                | 164  | Erik Zabel         | Gabriele Balducci   |
| 3ª     | 13 marzo | Sessa Aurunca > Venafro                | 167  | Ján Svorada        | Gabriele Balducci   |
| 4ª     | 14 marzo | Venafro > Tivoli                       | 208  | Gabriele Colombo   | Gabriele Balducci   |
| 5ª     | 15 marzo | Tivoli > Torricella Sicura             | 215  | Rolf Sørensen      | Rolf Sørensen       |
| 6ª     | 16 marzo | Teramo > Frontone                      | 224  | Giovanni Lombardi  | Rolf Järmann        |
| 7ª     | 17 marzo | Civitanova Marche > Civitanova Marche  | 164  | Erik Zabel         | Rolf Järmann        |
| 8ª     | 18 marzo | Grottammare > San Benedetto del Tronto | 166  | Erik Zabel         | Rolf Järmann        |
| Totale | Totale   | Totale                                 | 1433 |                    |                     |

## Dettagli delle tappe

### 1ª tappa
- 11 marzo: Sorrento > Sorrento – 133 km

Risultati
| Pos. | Corridore         | Squadra | Tempo    |
| ---- | ----------------- | ------- | -------- |
| 1    | Gabriele Balducci | Scrigno | 3h27'35" |
| 2    | Lars Michaelsen   | TVM     | s.t.     |
| 3    | Roberto Petito    | Saeco   | s.t.     |

| Pos. | Corridore         | Squadra | Tempo |
| ---- | ----------------- | ------- | ----- |
| 1    | Gabriele Balducci | Scrigno |       |

### 2ª tappa
- 12 marzo: Sorrento > Baia Domizia – 164 km

Risultati
| Pos. | Corridore       | Squadra    | Tempo    |
| ---- | --------------- | ---------- | -------- |
| 1    | Erik Zabel      | D. Telekom | 4h10'22" |
| 2    | Ján Svorada     | Mapei      | s.t.     |
| 3    | Steven De Jongh | TVM        | s.t.     |

| Pos. | Corridore            | Squadra    | Tempo    |
| ---- | -------------------- | ---------- | -------- |
| 1    | Gabriele Balducci    | Scrigno    | 7h38'12" |
| 2    | Mario Manzoni        | Mobilvetta | a 3"     |
| 3    | Germano Pierdomenico | C. Tollo   | a 4"     |

### 3ª tappa
- 13 marzo: Sessa Aurunca > Venafro – 167 km

Risultati
| Pos. | Corridore         | Squadra    | Tempo    |
| ---- | ----------------- | ---------- | -------- |
| 1    | Ján Svorada       | Mapei      | 4h24'21" |
| 2    | Erik Zabel        | D. Telekom | s.t.     |
| 3    | Gabriele Balducci | Scrigno    | s.t.     |

| Pos. | Corridore         | Squadra    | Tempo     |
| ---- | ----------------- | ---------- | --------- |
| 1    | Gabriele Balducci | Scrigno    | 12h02'31" |
| 2    | Mario Manzoni     | Mobilvetta | a 5"      |
| 3    | Zbigniew Spruch   | Mapei      | s.t.      |

### 4ª tappa
- 14 marzo: Venafro > Tivoli – 208 km

Risultati
| Pos. | Corridore        | Squadra    | Tempo    |
| ---- | ---------------- | ---------- | -------- |
| 1    | Gabriele Colombo | Ballan     | 5h19'56" |
| 2    | Rolf Sørensen    | Rabobank   | a 4"     |
| 3    | Erik Zabel       | D. Telekom | s.t.     |

| Pos. | Corridore         | Squadra    | Tempo     |
| ---- | ----------------- | ---------- | --------- |
| 1    | Gabriele Balducci | Scrigno    | 17h22'31" |
| 2    | Mario Manzoni     | Mobilvetta | a 5"      |
| 3    | Zbigniew Spruch   | Mapei      | s.t.      |

### 5ª tappa
- 15 marzo: Tivoli > Torricella Sicura – 215 km

Risultati
| Pos. | Corridore     | Squadra    | Tempo    |
| ---- | ------------- | ---------- | -------- |
| 1    | Rolf Sørensen | Rabobank   | 6h04'13" |
| 2    | Erik Zabel    | D. Telekom | s.t.     |
| 3    | Rolf Järmann  | Casino     | s.t.     |

| Pos. | Corridore       | Squadra  | Tempo     |
| ---- | --------------- | -------- | --------- |
| 1    | Rolf Sørensen   | Rabobank | 23h26'44" |
| 2    | Rolf Järmann    | Casino   | a 3"      |
| 3    | Zbigniew Spruch | Mapei    | a 5"      |

### 6ª tappa
- 16 marzo: Teramo > Frontone – 224 km

Risultati
| Pos. | Corridore         | Squadra   | Tempo    |
| ---- | ----------------- | --------- | -------- |
| 1    | Giovanni Lombardi | Caldirola | 5h56'52" |
| 2    | Fabian Jeker      | Festina   | a 2"     |
| 3    | Franco Ballerini  | Mapei     | a 38"    |

| Pos. | Corridore        | Squadra    | Tempo     |
| ---- | ---------------- | ---------- | --------- |
| 1    | Rolf Järmann     | Casino     | 29h24'15" |
| 2    | Franco Ballerini | Mapei      | a 4"      |
| 3    | Jens Heppner     | D. Telekom | a 51"     |

### 7ª tappa
- 17 marzo: Civitanova Marche > Civitanova Marche – 164 km

Risultati
| Pos. | Corridore     | Squadra    | Tempo    |
| ---- | ------------- | ---------- | -------- |
| 1    | Erik Zabel    | D. Telekom | 4h16'02" |
| 2    | Mario Manzoni | Mobilvetta | s.t.     |
| 3    | Rolf Sørensen | Rabobank   | s.t.     |

| Pos. | Corridore        | Squadra    | Tempo     |
| ---- | ---------------- | ---------- | --------- |
| 1    | Rolf Järmann     | Casino     | 29h24'15" |
| 2    | Franco Ballerini | Mapei      | a 4"      |
| 3    | Jens Heppner     | D. Telekom | a 1'03"   |

### 8ª tappa
- 18 marzo: Grottammare > San Benedetto del Tronto – 166 km

Risultati
| Pos. | Corridore       | Squadra    | Tempo    |
| ---- | --------------- | ---------- | -------- |
| 1    | Erik Zabel      | D. Telekom | 4h22'10" |
| 2    | Steven De Jongh | TVM        | s.t.     |
| 3    | Mario Manzoni   | Mobilvetta | s.t.     |

| Pos. | Corridore        | Squadra    | Tempo     |
| ---- | ---------------- | ---------- | --------- |
| 1    | Rolf Järmann     | Casino     | 38h27'30" |
| 2    | Franco Ballerini | Mapei      | a 4"      |
| 3    | Jens Heppner     | D. Telekom | a 1'15"   |

## Classifiche finali

### Classifica generale - Maglia azzurra
| Pos. | Corridore            | Squadra     | Tempo     |
| ---- | -------------------- | ----------- | --------- |
| 1    | Rolf Järmann         | Casino      | 38h27'30" |
| 2    | Franco Ballerini     | Mapei       | a 4"      |
| 3    | Jens Heppner         | D. Telekom  | a 1'15"   |
| 4    | Rolf Sørensen        | Rabobank    | a 13'15"  |
| 5    | Zbigniew Spruch      | Mapei       | a 13'20"  |
| 6    | Germano Pierdomenico | C. Tollo    | a 13'22"  |
| 7    | Nicola Loda          | Ballan      | a 13'23"  |
| 8    | Claudio Chiappucci   | Ros Mary    | a 13'25"  |
| 9    | Roberto Pistore      | Riso Scotti | a 13'27"  |
| 10   | Servais Knaven       | TVM         | s.t.      |